# 2018 코파 델 레이 결승전
2018 코파 델 레이 결승전(스페인어: La Final de la Copa del Rey de 2018)은 2018년 4월 21일에 열린 축구 경기로, 스페인의 최고 축구 컵대회인 코파 델 레이의 114번째 결승전이며, 2017-18 시즌 우승자를 가리기 위해 진행되었다.
이번 결승전에서는 바르셀로나와 세비야가 마드리드의 메트로폴리타노 경기장에서 격돌했다.
바르셀로나는 이 경기에서 5-0로 이기고 4년 연속 우승이자, 통산 30번째 우승을 거두었다.

## 배경
바르셀로나는 통산 40번째 코파 델 레이 결승전에 진출해 종전에 레알 마드리드와 공유하던 최다 결승전 진출 횟수를 경신했으며, 총 29번을 우승한 역대 최다 우승 구단이다. 전 시즌 우승을 거둔 바르셀로나는 마드리드의 비센테 칼데론에서 열린 전년도 결승전에서 알라베스를 3-1로 이겨 우승을 거두었다. 또한 바르셀로나는 5년 연속 결승전 진출을 이룩했고, 레알 마드리드(1905, 1906, 1907, 1908)와 아틀레틱 빌바오(1930, 1931, 1932, 1933)가 이룩한 4년 연속 우승의 역대 최다 연속 우승 기록 동률에 도전했다.
세비야는 통산 9번째 코파 델 레이 결승전에 진출했는데, 이 중 5번(1935년, 1939년, 1948년, 2007년, 2010년) 우승을 거두었다.
양 측은 2년 전에도 맞대결을 펼쳤는데, 바르셀로나가 연장전 끝에 2-0으로 이겼었다.

## 결승전까지의 경기
| 세비야              | 세비야 | 세비야             | 단계     | 바르셀로나 | 바르셀로나 | 바르셀로나         |
| ------------------- | ------ | ------------------ | -------- | ---------- | ---------- | ------------------ |
| 상대                | 결과   | 상세 결과          |          | 상대       | 결과       | 상세 결과          |
| 카르타헤나          | 7–0    | 3–0 원정; 4–0 안방 | 32강전   | 무르시아   | 8–0        | 3–0 원정; 5–0 안방 |
| 카디스              | 4–1    | 2–0 원정; 2–1 안방 | 16강전   | 셀타 비고  | 6–1        | 1–1 원정; 5–0 안방 |
| 아틀레티코 마드리드 | 5–2    | 2–1 원정; 3–1 안방 | 8강전    | 에스파뇰   | 2–1        | 0–1 원정; 2–0 안방 |
| 레가네스            | 3–1    | 1–1 원정; 2–0 안방 | 준결승전 | 발렌시아   | 3–0        | 1–0 안방; 2–0 원정 |

## 경기

### 상세 경기 정보
| 세비야 | 0–5    | 바르셀로나                                                             |
| ------ | ------ | ---------------------------------------------------------------------- |
|        | 리포트 | L. 수아레스 14′, 40′ · 메시 31′ · 이니에스타 52′ · 코치뉴 69′ (페널티) |

| 세비야 | 바르셀로나 |

| GK            | 13 | 다비드 소리아              |     |     |
| RB            | 16 | 헤수스 나바스              |     |     |
| CB            | 25 | 가브리엘 메르카도          | 34′ |     |
| CB            | 5  | 클레망 랑글레              |     |     |
| LB            | 18 | 세르히오 에스쿠데로 (주장) | 38′ |     |
| CM            | 15 | 스티븐 은존지              |     |     |
| CM            | 10 | 에베르 바네가              |     |     |
| RW            | 17 | 파블로 사라비아            |     | 82′ |
| AM            | 22 | 프랑코 바스케스            | 74′ | 86′ |
| LW            | 11 | 호아킨 코레아              |     | 46′ |
| CF            | 20 | 루이스 무리엘              |     |     |
| 교체 선수:    |    |                            |     |     |
| GK            | 1  | 세르히오 리코              |     |     |
| DF            | 3  | 미겔 라윤                  |     | 82′ |
| DF            | 6  | 다니엘 카히수              |     |     |
| MF            | 14 | 기도 피사로                |     |     |
| FW            | 9  | 위삼 벤 예데르             |     |     |
| FW            | 23 | 산드로 라미레스            |     | 46′ |
| FW            | 24 | 놀리토                     |     | 86′ |
| 감독:         |    |                            |     |     |
| 빈첸초 몬텔라 |    |                            |     |     |

| GK                  | 13 | 야스퍼 실러선              |     |     |
| RB                  | 20 | 세르지 로베르토            |     |     |
| CB                  | 3  | 제라르드 피케              |     |     |
| CB                  | 23 | 사뮈엘 움티티              |     |     |
| LB                  | 18 | 조르디 알바                |     |     |
| RM                  | 14 | 필리피 코치뉴              |     | 82′ |
| CM                  | 4  | 이반 라키티치              |     |     |
| CM                  | 5  | 세르지오 부스케츠          | 74′ | 76′ |
| LM                  | 8  | 안드레스 이니에스타 (주장) | 67′ | 88′ |
| CF                  | 10 | 리오넬 메시                |     |     |
| CF                  | 9  | 루이스 수아레스            |     |     |
| 교체 선수:          |    |                            |     |     |
| GK                  | 1  | 마크-안드레 테어 슈테겐    |     |     |
| DF                  | 2  | 넬송 세메두                |     |     |
| DF                  | 25 | 토마스 페르말런            |     |     |
| MF                  | 6  | 데니스 수아레스            |     | 88′ |
| MF                  | 15 | 파울리뉴                   |     | 76′ |
| FW                  | 11 | 우스만 뎀벨레              |     | 82′ |
| FW                  | 17 | 파코 알카세르              |     |     |
| 감독:               |    |                            |     |     |
| 에르네스토 발베르데 |    |                            |     |     |

| 최우수 선수: 안드레스 이니에스타 (바르셀로나) 부심: 앙헬 네바도 로드리게스 후안 카를로스 유스테 히메네스 대기심: 카를로스 델 세로 그란데 대기 부심: 로베르토 알론소 페르난데스 | 경기 규정 - 90분 - 필요시 연장전 30분 - 연장전 이후 동점시 승부차기 - 교체 선수 7명 등록, 최대 선수 3명 교체 가능 |